# Allan Louis Benson

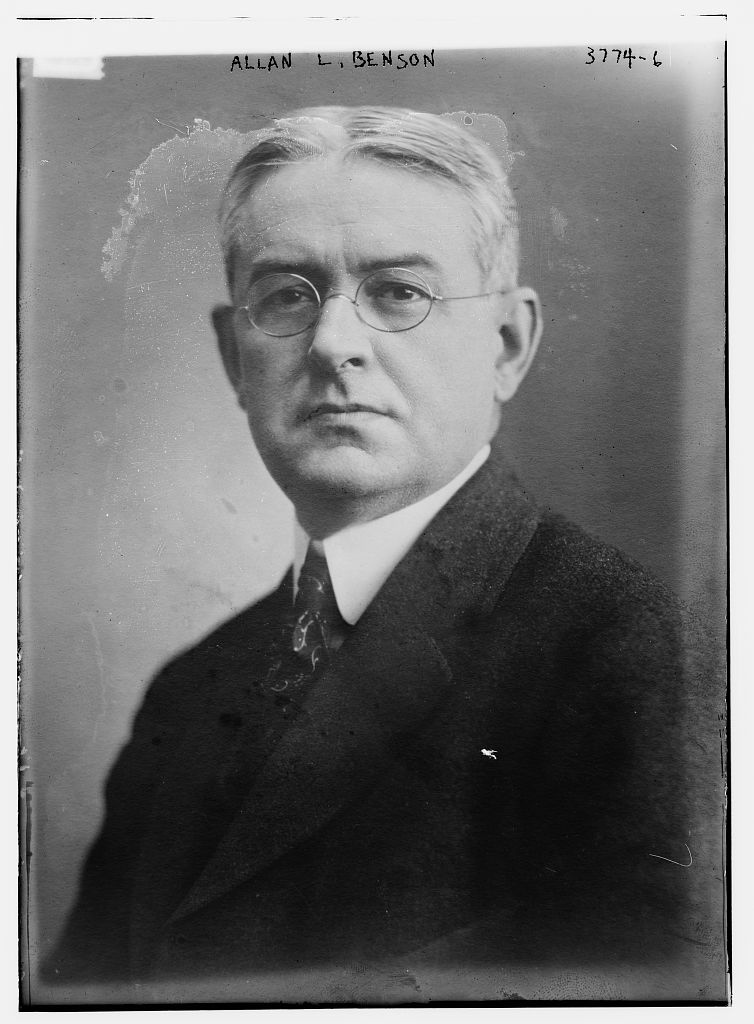
Allan Benson, um 1915

Allan Louis Benson (* 6. November 1871 in Plainfield, Kent County, Michigan; † 19. August 1940 in Yonkers, New York) war ein amerikanischer Journalist und Politiker. Er veröffentlichte zum Anfang des 20. Jahrhunderts eine Reihe von sozialistischen Schriften und kandidierte bei den Präsidentschaftswahlen 1916 als Kandidat der Sozialistischen Partei Amerikas für das Amt des Präsidenten der Vereinigten Staaten.

## Leben
Allan Benson wurde 1871 in Plainfield in Michigan geboren und war nach dem Schulbesuch zunächst als Journalist für Zeitungen in Chicago, Salt Lake City sowie San Francisco tätig. Von 1897 bis 1906 fungierte er als geschäftsführender Herausgeber von zwei Zeitungen in Detroit, anschließend wirkte er ein Jahr lang in gleicher Funktion bei der Washington Times. Er entwickelte im Rahmen seiner journalistischen Aktivitäten zunehmend Sympathien für sozialistische Ideen und veröffentlichte eine Reihe entsprechender Schriften. Ab 1907 lebte er vorwiegend vom Verkauf seiner Veröffentlichungen und von Beiträgen für linksgerichtete und sozialistische Zeitungen. So wurden von seinem 1911 veröffentlichten Pamphlet The Usurped Power of the Courts mehr als eine Million Exemplare sowie vom ein Jahr später erschienenen The Growing Grocery Bill rund 1,7 Millionen Exemplare verkauft, sein 1913 veröffentlichtes Werk The Truth about Socialism erschien in insgesamt neun Auflagen.
Bei den Präsidentschaftswahlen 1912, die für die Sozialistische Partei Amerikas den Höhepunkt ihrer Popularität darstellten, unterstützte er die Bewerbung des sozialistischen Kandidaten Eugene V. Debs. Nachdem dieser vier Jahre später eine erneute Kandidatur aus gesundheitlichen Gründen abgelehnt hatte, wurde für die Wahlen von 1916 Allan Benson durch eine per Briefwahl abgehaltene Urabstimmung der Parteimitglieder als sozialistischer Bewerber nominiert. Er kandidierte auf der Basis einer strikten Antikriegshaltung und des Versprechens, vor einer Beteiligung der Vereinigten Staaten am Ersten Weltkrieg ein landesweites Referendum abzuhalten, falls er zum Präsidenten gewählt werden würde. Da Amtsinhaber Woodrow Wilson ebenfalls auf eine Friedenskampagne setzte und darüber hinaus aufgrund der progressiven Reformen während seiner ersten Amtszeit auch in der Arbeiterbewegung sehr populär war, blieb Benson mit einem Ergebnis von 3,2 Prozent, mit dem er nach Woodrow Wilson und dem republikanischen Bewerber Charles Evans Hughes Dritter wurde, noch unter dem Stimmenanteil von 1912 für Debs. Dieser trat bei den Wahlen von 1920 wieder als Kandidat der Sozialistischen Partei an.
Nach dem Kriegseintritt der Vereinigten Staaten rund sechs Monate nach der Wahl warf die Sozialistische Partei sowohl Deutschland als auch den alliierten Mächten gleichermaßen vor, Schuld am Kriegsausbruch zu haben. Darüber hinaus lehnte sie die Einführung der Wehrpflicht ab. Allan Benson, der diese Positionen nicht unterstützte, zog sich 1918 aus der Partei zurück. Er veröffentlichte in der Folgezeit Schriften zu verschiedenen Themen, unter anderem eine Biografie über den amerikanischen Politiker Daniel Webster, und starb 1940 in Yonkers.

## Werke (Auswahl)
- What Help Can Any Workingman Expect from Taft or Bryan? Chicago 1908
- The Usurped Power of the Courts. New York 1911
- The Growing Grocery Bill. Chicago 1912
- The Truth about Socialism. New York 1913
- Our Dishonest Constitution. New York 1914
- Inviting War to America. New York 1916
- The Story of Geology. New York 1927
- Daniel Webster. New York 1929